# Illustrerade Klassiker
Illustrerade Klassiker var en serie serietidningar med serieversioner av kända böcker. Det var en svensk utgivning av den amerikanska serien Classics Illustrated. Även en sagoserie utgavs som innehöll 105 nummer med klassiska sagor.
Serien utgavs under 1956–1976 med upp till sju upplagor.

## Förlag
- Illustrerade Klassiker, nummer 1–177 (1956–1965), Illustrerade Klassiker Förlag
- Illustrerade Klassiker, nummer 178–228 (1965–1976), Williams förlag
- Ny numrering, nummer 1–4 (1978), med ett samlingsalbum av dessa fyra nummer (1979), Semic Press
- Dubbel Illustrerade Klassiker, nummer 1–11 (1958–1965), Illustrerade Klassiker Förlag
- Illustrerade klassiker Dubbelnummer, nummer 1–6 (1973–1974), Williams förlag
- Illustrerade Klassiker – De stora äventyren, nummer 1–6 (1979–1980), Semic Press

## Lista över Illustrerade Klassiker
Detta är alla Illustrerade Klassiker som utkom i Sverige mellan åren 1956 och 1976:
1. Alice i Underlandet
2. Resan till månen
3. Kit Carson
4. Hamlet
5. Daniel Boone
6. Världarnas krig
7. Fånga dem levande
8. Wilhelm Tell
9. Myteriet på Bounty
10. Hur jag fann Livingstone
11. Jungfrun av Orleans
12. Davy Crockett
13. Iliaden
14. Den röde piraten
15. Buffalo Bill
16. Talismanen
17. Moby Dick
18. Prinsen och tiggargossen
19. Huckleberry Finn
20. En världsomsegling under havet
21. Den hemlighetsfulla ön
22. Macbeth
23. Skattkammarön
24. Riddarna kring runda bordet
25. Odysséen
26. Kung Salomos skatt
27. Vilde Bill Hickok
28. Caesars segrar
29. Den vilda leoparden
30. Två städer
31. Robinson Crusoe
32. Prärievagnen
33. Onkel Toms stuga
34. Romeo och Julia
35. Waterloo
36. Oregonspåret
37. Rob Roy
38. Ivanhoe
39. Prärien
40. Greven av Monte Cristo
41. Robin Hood
42. Varghunden
43. Orkanen
44. Till jordens medelpunkt
45. Under två fanor
46. Tidsmaskinen
47. Den lille vilden
48. Jorden runt på 80 dagar
49. Varg-Larsen
50. Sammanbrottet
51. Kidnappad
52. Skriet från vildmarken
53. Den svarta tulpanen
54. Den mystiska fregatten
55. Äventyrets män
56. Mannen med järnmasken
57. Kamp mot sjön
58. Spionen
59. De skotska hövdingarna
60. Männen kring kungen
61. Myteristerna
62. Våldet regerar
63. Det farliga slottet
64. En midsommarnattsdröm
65. Demonen i flaskan
66. Cyrano de Bergerac
67. Lord Jim
68. De första männen på månen
69. Järnmännen
70. David Balfour
71. Bergens konung
72. David Copperfield
73. Arvingen till Ballantrae
74. På djungelstigar
75. Stigfinnaren
76. Marco Polos äventyr
77. Med eld och svärd
78. Huset med de sju gavlarna
79. Familjen Robinson
80. Historier från Vilda Västern
81. En yankee vid kung Arthurs hov
82. Hjortdödaren
83. Ben Hur
84. Pionjärerna
85. Buckanjären
86. Den stora krisen
87. Kometresan
88. Tragedien vid Oxpasset
89. Den siste mohikanen
90. Dr. Jekyll och Mr. Hyde
91. De tre musketörerna
92. Abraham Lincoln
93. Rip Van Winkle
94. Kapten King
95. Mannen från Virginia
96. Med värjan i hand
97. Mina vilda vänner
98. Gullivers resor
99. Den osynlige mannen
100. Sjökadetten Jack Easy
101. Silas Marner
102. Musketörernas återkomst
103. Hövding Pontiac
104. Lejonet från Norden
105. Tsarens kurir
106. Lotsen
107. Fredlös
108. Erövringen av Mexiko
109. Skepp ohoj!
110. Månstenen
111. En droppe negerblod
112. Kamp för livet
113. De korsikanska bröderna
114. Lysande utsikter
115. Två år för om masten
116. De sammansvurna
117. Don Quijote
118. Den svarta pilen
119. Ringaren i Notre Dame
120. Bläckfisken
121. Samhällets olycksbarn
122. Vackra Svarten
123. Julius Caesar
124. Jättarnas kamp
125. Skrattmänniskan
126. Benjamin Franklin
127. Damen i vitt
128. Tom Brown
129. Robur erövraren
130. Havets hjälte
131. Kleopatra
132. Pompejis sista dagar
133. Jane Eyre
134. Oliver Twist
135. Tusen och en natt
136. Robur världshärskaren
137. Fånge hos kannibaler
138. Kosackernas hövding
139. Mannen utan land
140. Tom Sawyer
141. Cellinis äventyr
142. Myteristerna ö
143. Den mystiske riddaren
144. Drottningens halsband
145. Kaparkaptenen
146. Tigrar och förrädare
147. Münchhausens äventyr
148. Bakom spegeln
149. Skräcknätter
150. Den gyllene skalbaggen
151. Gorillajägarna
152. Spöket på Canterville
153. Hunden Kruse och indianerna
154. Fången På Zenda
155. Äventyret Vasa
156. Spader dam
157. Faust
158. Kung Rolf och hans kämpar
159. De stred för Skottland
160. Snöstormen
161. Kungens ring
162. Flyktingen från Troja
163. Islandsfiskare
164. Jason och det gyllene skinnet
165. Kapten Cooks sista resa
166. Den siste inkahövdingen
167. Kosackens hämnd
168. Vägen Till Indien
169. Fyra män i en livbåt
170. De tiotusens marsch
171. Slav-skeppet
172. Ståtrövarna
173. Det blå hotellet
174. Hjälmen och svärdet
175. Den långa resan
176. Kungens karolin
177. Anfallet mot kvarnen
178. Slaget om Quebec
179. Överfallet på Denverexpressen
180. Inkafolkets uppror
181. Ivan hästkarlen
182. Fasornas hav
183. Wilhelm erövraren
184. Skräckens land
185. Siouxernas sista strid
186. Romarna segrar
187. Mexico föddes i blod
188. I kaffrernas våld
189. Rogers' Rangers
190. Alexander den store
191. Slavarnas befriare
192. Martin Eden, äventyraren
193. Den grymma jakten
194. Göingehövdingen
195. Piraten i Karibiska sjön
196. Christopher Columbus
197. Kungens kapare
198. Slaget vid Lepanto
199. Korståg i Kanada
200. Riddaren och häxan
201. Striden om Jerusalem
202. Kampen om Burmavägen
203. Parsifal och gralen
204. Hannibals fälttåg
205. De sju dödsdömda
206. Resan med dödens skepp
207. Inkas storhetstid
208. Grottfolket från Og
209. Tatarernas krig
210. Slaget vid Salamis
211. Det döda huset
212. Inbördeskriget
213. Maiwas hämnd
214. Med general Lee i Virginia
215. Maccabéerna
216. De isländska hjältarna
217. Staden i trädkronorna
218. Apachehövdingen Geronimo
219. Det första puniska kriget
220. Kung Haralds saga
221. I Columbus' kölvatten
222. Röda nejlikan
223. En studie i rött
224. Morden på Rue Morgue
225. Den flytande ön
226. Taras Bulba
227. Akilles' vrede
228. Erik den djärve